# 腹鼓
腹鼓（はらつづみ）とは、腹いっぱいに食べて満足した人が腹を鼓のようにして打つ有様のこと。腹太鼓（はらだいこ）とも。
中国の歴史書である『帝王世紀』や『十八史略』には、堯の時代が太平で，食が足りて，民心が安定していたということを伝える故事として「鼓腹撃壌」の話を挙げている。
これに対して日本の説話では、狸が月夜に腹鼓を打って狸囃子を奏でる話がしばしば登場する。
狸の腹鼓の話は鎌倉時代の歌人である寂蓮が「人住まで 鐘も音せぬ 古寺に 狸のみこそ 鼓打ちけれ」（『夫木抄』・雑9・13046）という和歌があり、少なくてもこの時代までは遡れる。江戸時代の国学者である津村淙庵の『譚海』には最乗寺にて雌雄の狸が戯れて飛び交った際に互いの腹を打ち合わせて鼓を打つような音を出していたのを見たとする人の証言を記している。また、井伊直弼作と伝えられる狂言『狸腹鼓』は狸の腹鼓を扱った作品である。他にも西沢一鳳が『皇都午睡』の中で知人の渓斎英泉（一筆庵主人）との狸囃子に関するエピソードを紹介している。木更津の證誠寺にも狸囃子の伝説が伝えられ、大正時代に童謡『証城寺の狸囃子』として広く知られるようになった。また、古い日本絵画などの芸術作品において、狸が腹鼓を打つ腹は元々平板状に描かれていたが、18世紀後期に丸く膨らんだ巨腹の狸像の絵画が描かれるようになり、19世紀には絵画だけでなく今戸焼や信楽焼においてもこのスタイルの狸の置物が焼かれたことが世間に広まっていった。中村禎里はこうした丸みを帯びた巨腹の狸像が出来た背景として布袋像・達磨像の影響や禅僧や文人画家の間で悟りを象徴する形とされた円形が愛された影響が及んだ可能性を指摘している。
なお、狸の腹鼓と猫又の舞を並べて、怪事が立て続けに起こる事を意味する「狸鼓を打てば、猫又舞う」ということわざも伝えられている。